# Movimiento Antifascista del Ecuador
El Movimiento Antifascista del Ecuador fue una organización existente desde 1938 hasta 1946 en Ecuador que, como su nombre lo indica, tenía tendencias antifascistas y antitotalitarias.

## Historia
La historia del Movimiento Popular Antitotalitario del Ecuador (M.P.A.E.), que luego se rebautizaría con el nombre de Movimiento Antifascista del Ecuador (M.A.E.), nace bajo tres premisas fundamentales: la primera es la alianza multiclasista que se efectuó entre mediados de la década de los treinta y el fin de ADE; en segundo lugar se encuentra el enfrentamiento, en el plano político y social, a la influencia de la extrema derecha en el país, y; la tercera premisa fundamental es la realización de las Mingas Populares tras el terremoto en el Valle de los Chillos, como espacio de reunión de elementos extranjeros y nacionales. La investigación propone indagar estos tres elementos, trípode de la génesis del M.A.E.

## Articulación
El 11 de junio de 1941, tras casi 2 años de conflicto europeo, empiezan a circular en Quito unas hojas volantes, donde un denominado “Ciudadano francés”, advertía sobre los crímenes de guerra en Francia. La primera hoja volante estaba dedicada a Pierre Laval, periodista que había realizado un artículo de prensa en “El Comercio” sobre el carácter traidor del pueblo francés, y su aparente entreguismo a las potencias ejistas. La hoja volante se dedicó a detallar quiénes eran los verdaderos culpables de la derrota francesa, y cómo el pueblo francés ansiaba su liberación. Así mismo, distinguía entre el pueblo alemán, y los jefes que los llevaron a la guerra. Solicitaba la colaboración con la Europa ocupada por el Eje.
2 días después, Alemania invadió a la URSS, viéndose esta última en grandes dificultades para defender su territorio. La “tregua” entre los dos países se vio anulada, y los comunistas iniciaron sus actividades de resistencia o de apoyo a la lucha contra Alemania e Italia. El 3 de julio y el 18 de agosto del mismo año, estas hojas volantes circularon nuevamente por la ciudad. El ciudadano francés era en realidad Raymond Mériguet. Miembro del Partido Comunista Francés, y vinculado desde muy temprano al accionar de los Frentes y de la lucha antifascista en su país

### Despliegue para su organización
Las Asambleas Populares fueron una constante como forma de expresión de los antifascistas. Éstas adquirían un papel estratégico importante, pues las decisiones imprescindibles estaban en manos del máximo organismo, que era, justamente la Asamblea. Al ser así, todo el movimiento se revestía de una suerte de “democracia directa”, que era la propuesta de posguerra que se irá estructurando tras las victorias de Trípoli y Stalingrado. Estas reuniones estaban, principalmente, nutridas de sectores de trabajadores. No es casual que las reuniones iniciales hayan sido en la Casa del Obrero, y que muchos dirigentes sindicales estuvieran involucrados desde el inicio. De hecho, los grupos de trabajadores organizados no confesionales, que estaban agrupados alrededor de la izquierda, fueron “carnetizados” por el M.P.A.E.. Esta campaña de “carnetización” a bajos costos, le permitió al movimiento la posibilidad de financiar futuras actividades.
El M.P.A.E. prontamente logró tomar la vanguardia de la lucha antifascista. Lo cierto es que llegar a ese posicionamiento no era muy complicado, en vista de la falta de una organización de dichas características. La existencia del Frente sólo dificulta el análisis del por qué no se formó prontamente un movimiento de similares condiciones.

### Disolución
En el último ejemplar del “Antinazi”, que contó con 36 números a lo largo de la existencia del movimiento, se saludaba a la creación de la CTE (Confederación de Trabajadores del Ecuador) como era costumbre de este movimiento de masas. Se hicieron notas periodísticas de los discursos efectuados por los miembros del M.A.E. y otros en la Plaza Arenas, y la noticia amena de la constitución de un comité alemán antifascista. Pero lo más importante es que en la nota editorial se advertía:

Los feudales ya principian a agruparse para impedir la realización de las aspiraciones económicas del pueblo, para sostener sus propios privilegios y torpedear la democracia conquistada con sangre, sacrificio y por medio de la Unidad. […]El fantasma del bolcheviquismo de nuevo es utilizado, como también una supuesta defensa de la religión cuando aquella no está amenazada. […] El derrocamiento de la dictadura en el Ecuador ha sido en parte consecuencia de la situación victoriosa de las fuerzas democráticas mundiales